# Lena Boëthius
Lena Astrid Kristina Boëthius, född 30 juni 1943 i Breviks församling, Karlsborgs kommun, Skaraborgs län, är en svensk utställningsintendent.
Boëthius, som är dotter till konstnär Erik Boëthius och Astrid Norberg, blev filosofie kandidat vid Uppsala universitet 1968. Hon var anställd på institutionen för konstvetenskap vid Uppsala universitet 1968–1969, på Västmanlands läns museum i Västerås 1973–1974, på Röhsska konstslöjdmuseet i Göteborg 1974–1976 och på Göteborgs konstmuseum från 1976. Under sin tid som utställningsansvarig på Göteborgs konsthall verkade hon i feministisk anda och anordnade bland annat samlingsutställningen Modersmyt – Moderskap – Mänskoskap (1979). Hon lyfte även fram kvinnliga konstnärer i samlingsutställningar som 10 Göteborgskor och Tre kvinnliga konstnärer. Hon anordnade även separatutställningar med bland andra Lenke Rothman, Hilma af Klint och Lena Cronqvist. Hon var redaktör för en mängd utställningskataloger, medlem av redaktionen för konsttidskriften Paletten 1978–1979, skrev artiklar i tidskriften Form från 1975 och var medlem av redaktionen för Kvinnovetenskaplig tidskrift 1985–1987.